# 卡托鎮區 (密歇根州)
卡托鎮區（英語：Cato Township）是位於美國密歇根州蒙卡爾姆縣的一個行政鎮區。

## 地方資料
卡托鎮區的面積為93.30平方千米，當中陸地面積為91.10平方千米，而水域面積為2.20平方千米。根據2020年美國人口普查的數據，當地共有人口2898人，而人口密度為每平方千米31.06人。